# Староторъяльское сельское поселение
Староторъяльское се́льское поселе́ние — муниципальное образование в Новоторъяльском районе Марий Эл Российской Федерации.
Административный центр — село Старый Торъял.

## История
Статус и границы сельского поселения установлены Законом Республики Марий Эл от 18 июня 2004 года № 15-З «О статусе, границах и составе муниципальных районов, городских округов в Республике Марий Эл».
Закон Республики Марий Эл от 1 апреля 2009 года":

## Население
| 2010  | 2011  | 2012  | 2013  | 2014  | 2015  | 2016  |
| ----- | ----- | ----- | ----- | ----- | ----- | ----- |
| 2181  | ↘2170 | ↘2066 | ↘2010 | ↘1969 | ↘1968 | ↘1941 |
| 2017  | 2018  | 2019  | 2020  | 2021  | 2023  |       |
| ↘1907 | ↘1904 | ↘1830 | ↘1766 | ↗1888 | ↘1830 |       |

## Состав сельского поселения
| №  | Населённый пункт  | Тип населённого пункта       | Население |
| -- | ----------------- | ---------------------------- | --------- |
| 1  | Алеево            | деревня                      | 92        |
| 2  | Большая Кемсола   | деревня                      | 111       |
| 3  | Большая Нурма     | деревня                      | 121       |
| 4  | Бываенки          | деревня                      | 0         |
| 5  | Верхнее Махматово | деревня                      | 70        |
| 6  | Ибрайсола         | деревня                      | 17        |
| 7  | Кугеръял          | деревня                      | 3         |
| 8  | Кугунур           | деревня                      | 4         |
| 9  | Купсола           | деревня                      | 53        |
| 10 | Куркумбал         | деревня                      | 20        |
| 11 | Лодакенер         | деревня                      | 1         |
| 12 | Максакродо        | деревня                      | 22        |
| 13 | Малая Кемсола     | деревня                      | 31        |
| 14 | Нижнее Махматово  | деревня                      | 68        |
| 15 | Нижний Ядыкбеляк  | деревня                      | 39        |
| 16 | Нурмучаш          | деревня                      | 16        |
| 17 | Нурумбал          | деревня                      | 87        |
| 18 | Пактеково         | деревня                      | 59        |
| 19 | Пеледыш           | деревня                      | 7         |
| 20 | Сабличево         | деревня                      | 17        |
| 21 | Сергейсола        | деревня                      | 31        |
| 22 | Средний Ядыкбеляк | деревня                      | 13        |
| 23 | Старый Торъял     | село, административный центр | 735       |
| 24 | Токтарсола        | деревня                      | 362       |
| 25 | Тупино            | деревня                      | 30        |
| 26 | Ушемнур           | деревня                      | 23        |
| 27 | Шемермучаш        | деревня                      | 112       |
| 28 | Шургуял           | деревня                      | 35        |
| 29 | Яштрексола        | деревня                      | 2         |

Постановлением Правительства Российской Федерации от 27 февраля 1999 года новой деревне присвоено наименование Сергейсола.